# Leucandra hozawai
Leucandra hozawai är en svampdjursart som beskrevs av Tanita 1942. Leucandra hozawai ingår i släktet Leucandra och familjen Grantiidae.
Artens utbredningsområde är havet kring Japan. Inga underarter finns listade i Catalogue of Life.